# 米人英会話教師性的暴行事件
米人英会話教師性的暴行事件(べいじんえいかいわきょうし せいてきぼうこうじけん) とは福岡県内に住むアメリカ人男性英会話教師が2010年3月以前の過去十数年にわたり少なくとも40人の女児に性的暴行をした事件。

## 経緯
2010年1月、アメリカ人英会話教師が女児に猥褻行為をしたとして、児童福祉法違反容疑で逮捕されたが、処分保留となる。しかし、後の捜査で自宅から600本以上のビデオテープなどが見つかり、福岡県警が押収して映像を分析した結果、十数年前から、少なくとも40人の女性に暴行していたことが判明した。

## 供述

### 犯行理由
- 「撮影は子供が大人になった時、成長記録として見せてやるつもりだった」
- 「女児にせがまれたのでやった」
- 「将来の結婚生活がうまくいく」
- 「大人になったとき役に立つ」

と供述している。言葉巧みに女児をだまし犯行におよんだ。

### 隠蔽方法
犯行を隠蔽するために「親には説明してあり誓約のサインも貰っている。承諾ずみだが、世の中では親も先生も逮捕されてしまうから、内緒にしていてね」と口止めしていた。

## 犯人
犯人はアメリカ国籍の白人男性69歳。約40年前に来日。英会話教室を経営していた。英語を教える他に気功で治療を行うというボランティアもしていた。

## 報道
日本で今まで類をみない女児への性的暴行事件だが、2010年3月17日現在実名報道や顔写真の公開はされていない。この点が大きくアメリカと異なる。
普段、児童ポルノの取締強化を主張する人権活動家らからも目立った意見が出されていない。
日本国外メディアは japantoday、AsiaOne、ザ・ストレーツ・タイムズ、UPI通信社、毎日デイリーニューズ などが報道した。